# 大野敬
大野 敬（おおの けい、2002年4月11日 - ）は、ジャパンラグビーリーグワンのヤクルトレビンズ戸田に所属する、ラグビーユニオン選手。

## 来歴
2018年、鹿児島実業高等学校に入学。高3の時に、花園（全国高等学校ラグビーフットボール大会）に先発ロックで出場した。
2021年、日本大学に進学。2年次の関東大学春季大会では先発フランカーで、3年次の関東大学春季大会では先発ナンバーエイトで出場した。
2025年4月2日、ジャパンラグビーリーグワンのヤクルトレビンズ戸田に加入したことを発表した。